# Jean-Baptiste Poncet-Delpech
Jean-Baptiste Poncet-Delpech, nacido el  en Montauban y fallecido en la misma ciudad el  es un  político, abogado, magistrado, economista, hombre de letras, poeta, músico,  masón  y pintor Francés.

## Biografía
Fue diputado del tercer estado a los Estados Generales de 1789, miembro de la Asamblea Constituyente, miembro del Consejo de los Quinientos, Presidente del Tribunal Civil de Montauban. Toma el Juramento de la Cancha de Tenis. Se dedicó principalmente a Quercy y más particularmente a Montauban antes de la Asamblea Constituyente. En concreto, defiende el proyecto de crear un departamento en torno a su ciudad natal a la que está muy unido. En los Cinq-cents, tiene un papel nacional.
Poncet-Delpech se interesó por las bellas artes y publicó poesía a lo largo de su vida. Frecuenta tanto a los políticos de su tiempo como a los artistas.

## Publicaciones
- Les Comment, ou Abrégé des objections faites contre le compte-rendu par M. Necker, en forme de questions (1781)
- Bavardage patriotique sur l'administration provinciale de Haute-Guyenne, et sur les administrations collectives en général (1782)
- Bavardage à Faribole, ou Réponse au pamphlet, qui a pour titre : Lettre à l'auteur de la brochure intitulée : Bavardage patriotique sur l'administration provinciale de la Haute-Guyenne (1782)
- Lettre d’un administrateur de la Haute-Guyenne (1782)